# Nerošovský mlýn
Nerošovský mlýn v Nerošově u Nechanic v okrese Hradec Králové je vodní mlýn, který stojí na Bašnickém potoce. Je chráněn jako nemovitá kulturní památka České republiky. Technická památka.

## Historie
Mlýn je datován do 14. století, kdy tvořil součást tvrze a poplužního dvora rodu Harrachů. Od nich jej koupil Jan Hoffman, poté byl odprodán Václavu Včelišovi z Bříšťan. Roku 1875 se mlýn dostal do majetku rodiny Šulců ze Suché, v jejichž vlastnictví je stále.

## Popis
Přízemní roubený mlýn je krytý šindelem. Osaměle stojící budova se zvýšeným podkrovím má v obytné části roubení místy nahrazeno novodobou vyzdívkou. Valbová střecha má větší přesah do stran a je krytá raženými taškami. Na jižní straně přiléhá zděný hospodářský přístavek s pultovou střechou. Vybavení mlýnice se dochovalo.
Jižně od budovy mlýna stojí stodola a chlév, který je postaven z hrubě tesaných kvádrů a sušených cihel. Pod jeho stropem ze 40. let 20. století se dochovaly hrubě tesané čtvrtkruhové konzolky, na kterých byly trámy předešlého stropu. Krov je novodobý, se třemi vaznicemi na sloupcích s pásky.
Voda na vodní kolo vedla náhonem z malého rybníka. Příjezdová cesta od severu k jihu vede kolem bývalého náhonu, který těsně před mlýnem ústil do rybníka (vyschlý). Z něj byla vedena voda shora na kolo, umístěné při západní fasádě mlýna. Odpadní koryto vedlo dál ve směru sever–jih a ústilo zpět do potoka. Přepad z rybníka byl při odstranění kola vybetonován, západně od něho jsou zbytky zděné nádrže z pískovcových kvádrů. Náhon byl v 50. letech 20. století zasypán.
Mlýn byl poháněn kolem na vrchní vodu (spád 2,85 m, výkon 4,58 HP). Ve 40. letech 20. století byl přebudován na Francisovu turbínu (Francisova kolenová turbína firmy Prokop) a mlel krátce asi 10 let. Poté byl provoz zastaven.